# Polajna
Polajna – wieś w Słowenii, w gminie Zreče. 1 stycznia 2018 liczyła 62 mieszkańców.